# Keneiloe Molopyane
Keneiloe Molopyane, née vers 1987 à Benoni (Afrique du Sud), est une archéologue biologique et paléoanthropologue sud-africaine.

## Biographie
Keneiloe Molopyane naît vers 1987 à Benoni, dans le Gauteng (à l'époque la province du Transvaal). À l'âge de 7 ans, alors qu'elle regarde un dessin animé de Tintin, elle a une révélation et se promet de devenir exploratrice.
Elle entame des études d'archéologie à l'université de Pretoria, les continue pour son second cycle jusqu'à une maîtrise d'archéobiologie en Angleterre, à l'université d'York, puis soutient en 2021 à l'université du Witwatersrand sa thèse de doctorat en anthropologie physique sur la reconstitution des conditions de vie des mineurs de Johannesbourg à partir de l'analyse des altérations traumatiques de leurs ossements. Après son doctorat, elle obtient une bourse et est nommée chercheuse « fellow  »  au  Centre for the Exploration of the Deep Human Journey (« Centre d'exploration du grand voyage humain ») à l'université du Witwatersrand,. 

## Travaux
Avant de rédiger sa thèse, elle participe à des premiers travaux de recherche archéologiques sous-marins, dans les eaux glaciales de l'océan atlantique à proximité de Clifton, dans la province du Cap-Occidental. Pour les besoins de cette expédition menée conjointement par la Smithsonian Institution et le Iziko South African Museum, et qui consistent à aller explorer l'épave coulée en 1798 d'un navire faisant du trafic d'esclaves entre le Mozambique et les colonies espagnoles et portugaises du nouveau-monde, elle apprend les techniques de plongée pour pouvoir affronter les remous et courants.
En 2018, elle postule en ligne à un appel à candidatures pour des « astronautes  souterrains » lancé par le paléoanthropologue Lee Berger. Il s'agit de recueillir des fossiles d'un hominine appelé Homo naledi dans l'une des grottes de Rising Star, Jaledi, située dans le complexe archéologique appelé Sites des hominidés fossiles d'Afrique du Sud par l'Unesco. Ces travaux qui impliquent outre le travail de collecte, un travail de transport dans des conditions de spéléologie, requièrent une excellente forme physique et une corpulence très mince, pour pouvoir franchir certains boyaux. Keneiloe Molopyane est retenue par Berger grâce à son expérience antérieure en plongée sous-marine.
Sa troisième exploration, à partir de 2021, est une reprise des recherches dans la grotte de Gladysvale en tant que responsable d'équipe, ce qui fait d'elle la première Noire à exercer de telles responsabilités dans les recherches sur le berceau de l'humanité.

## Distinction
En 2021, elle est nommée « exploratrice émergente » par la National Geographic Society,.